# Wereldkampioenschappen schaatsen afstanden 2012 - 1000 meter vrouwen
De 1000 meter vrouwen op de wereldkampioenschappen schaatsen afstanden 2012 werd gereden op 24 maart 2012 in het ijsstadion Thialf in Heerenveen, Nederland.
Christine Nesbitt was de titelverdedigster. Verder is ze zowel de regerend olympisch kampioene, de winnares van het wereldbekerklassement en wereldrecordhoudster. Ze prolongeerde in Thialf haar titel en werd wereldkampioene voor de Chinese Yu Jing en de Nederlandse Margot Boer.

## Statistieken

### Uitslag
| #      | Naam                   | Land | Tijd       |
| ------ | ---------------------- | ---- | ---------- |
| Goud   | Christine Nesbitt      | CAN  | 1.15,16    |
| Zilver | Yu Jing                | CHN  | 1.15,98    |
| Brons  | Margot Boer            | NED  | 1.16,16    |
| 4      | Heather Richardson     | USA  | 1.16,30    |
| 5      | Ireen Wüst             | NED  | 1.16,33    |
| 6      | Jekaterina Sjichova    | RUS  | 1.16,50(3) |
| 7      | Zhang Hong             | CHN  | 1.16,50(9) |
| 8      | Brittany Bowe          | USA  | 1.17,12    |
| 9      | Kali Christ            | CAN  | 1.17,15    |
| 10     | Jekaterina Ajdova      | KAZ  | 1.17,35    |
| 11     | Laurine van Riessen    | NED  | 1.17,47    |
| 12     | Nao Kodaira            | JPN  | 1.17,54    |
| 13     | Jin Peiyu              | CHN  | 1.17,65    |
| 14     | Olga Fatkoelina        | RUS  | 1.17,74    |
| 15     | Karolína Erbanová      | CZE  | 1.17,94    |
| 16     | Miho Takagi            | JPN  | 1.18,05    |
| 17     | Kaylin Irvine          | CAN  | 1.18,19    |
| 18     | Ida Njåtun             | NOR  | 1.18,30    |
| 19     | Maki Tsuji             | JPN  | 1.18,36    |
| 20     | Judith Hesse           | GER  | 1.18,73    |
| 21     | Gabriele Hirschbichler | GER  | 1.19,09    |
| 22     | Heike Hartmann         | GER  | 1.19,34    |
| 23     | Svetlana Radkevitsj    | BLR  | 1.20,09    |
| 24     | Lauren Cholewinski     | USA  | 1.22,04    |

### Loting
| Rit | Binnenbaan             | Buitenbaan          |
| --- | ---------------------- | ------------------- |
| 1   | Svetlana Radkevitsj    | Ida Njåtun          |
| 2   | Gabriele Hirschbichler | Lauren Cholewinski  |
| 3   | Kaylin Irvine          | Jekaterina Ajdova   |
| 4   | Kali Christ            | Heike Hartmann      |
| 5   | Miho Takagi            | Karolína Erbanová   |
| 6   | Judith Hesse           | Jin Peiyu           |
| 7   | Nao Kodaira            | Olga Fatkoelina     |
| 8   | Maki Tsuji             | Brittany Bowe       |
| 9   | Yu Jing                | Zhang Hong          |
| 10  | Jekaterina Sjichova    | Laurine van Riessen |
| 11  | Heather Richardson     | Ireen Wüst          |
| 12  | Margot Boer            | Christine Nesbitt   |

1996 · 
1997 · 
1998 · 
1999 · 
2000 · 
2001 · 
2003 · 
2004 · 
2005 · 
2007 · 
2008 · 
2009 · 
2011 · 
2012 · 
2013 · 
2015 · 
2016 · 
2017 · 
2019 · 
2020 · 
2021 · 
2023 · 
2024 · 
2025